# خوجكي

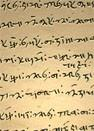
نظم جنان مكتوب بالخط الخوجكي.

الخط الخوجكي اسم لخط جرى تطويره بين جماعة الخوجة النزاريين في الهند.
ارتبط هذا الخط بالجنان، وهو الأدب التعبدي الولائي للخوجة والمتداولة بالعامية. ويوجد في خزانة معهد الدراسات الإسماعيلية عدد ضخم من المخطوطات بالخط الخوجكي.